# روني جرانديسون
روني جرانديسون (بالإنجليزية: Ronnie Grandison) مواليد 6 يوليو 1964 في لوس أنجلوس، هو لاعب كرة سلة أمريكي معتزل. بدأ مسيرته الاحترافية في سنة 1987. تم اختياره من قبل فريق دنفر ناغتس خلال الدرافت. يبلغ طوله 6 قدم 8 بوصة (2.0 م). اعتزل اللعب في 2001.

## المسيرة الاحترافية
لعب مع بوسطن سيلتكس في موسم 1988–1989، ثم لعب مع شارلوت هورنتس في موسم 1991–1992، ثم لعب مع نادي ليريا لكرة السلة في الدوري الإسباني في سنة 1993، ثم لعب مع نيويورك نيكس في سنة 1994.

## روابط خارجية
- روني جرانديسون على موقع إن بي أي (الإنجليزية)
- روني جرانديسون على موقع سبورتس رفرنس (الإنجليزية)
- روني جرانديسون على موقع الدوري الإسباني لكرة السلة (الإسبانية)
- روني جرانديسون على موقع كرة السلة الأوروبية.كوم (الإنجليزية)
- روني جرانديسون على موقع كلية كرة السلة في سبورتس رفرنس.كوم (الإنجليزية)
- روني جرانديسون على موقع ريلجم (الإنجليزية)
- روني جرانديسون على موقع بروبوليرز (الإنجليزية)
- روني جرانديسون على موقع سبورتس رفرنس (الإنجليزية)